# Европейский центр мониторинга наркотиков и наркозависимости
Европейский центр мониторинга наркотиков и наркозависимости (EMCDDA) — агентство Евросоюза, находящееся в Лиссабоне. Агентство основано в 1993 году для координации сбора и обобщения информации об употреблении наркотических веществ в государствах Европейского союза. Агентство регулярно публикует отчёты об употреблении наркотиков в европейских государствах, а также выпускает информационные материалы о наркотической зависимости и сопутствующим заболеваниям: гепатиту, туберкулёзу, инфекции ВИЧ.
2017 год: EMCDDA планирует задействовать хакеров для борьбы с торговлей наркотиками в Интернете. Соответствующий пункт уже включён в работы организации до 2025 г.